# Boleslau III de Bohèmia
Boleslau III de Bohèmia (965-1037), de malnom el Roig, va ser fill i successor de Boleslau II.

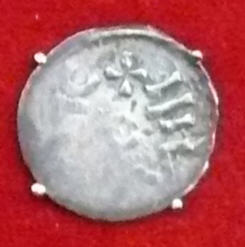
Moneda de l'època de Boleslau III

Va perdre les conquistes del seu avi Boleslau I a Polònia i es va fer tan odiós al seu poble per les seves crueltats que l'any 1002 una revolta el va deposar, i Přemyslid Vladivoj amb el suport de Boleslau I de Polònia es va convertir en duc de Bohèmia, i va aconseguir el suport d'Enric II d'Alemanya, que va cedir-li el Ducat de Bohèmia com a feu reial. Enric es va passar els anys següents consolidant el seu poder polític dins les fronteres alemanyes. Quan Vladivoj va morir en 1003, Boleslau I de Polònia va envair Bohèmia i Moràvia reposant Boleslau III, que es revenjà de la noblesa sense misericòrdia, especialment de la família de Wrechowece. Enric II va dirigir una reeixida campanya per recuperar els territoris, cedint el ducat de Bohèmia a Jaromír de Bohèmia, posant-la definitivament sota jurisdicció imperial.
Boleslau I de Polònia el feu presoner, el feu cegar i el tancà en una fortalesa de Polònia, on morí el 1037.